# Derventa
Derventa er en by som ligger ved floden Ukrina i den nordlige del af Bosnien-Hercegovina. Byen ligger mellem bjergene Motajica mod nordvest, Vučjak mod nordøst og Kržen mod sydvest.
Derventa blev del af Bosnien i den 14. århundrede. Da tyrkerne erobrede Beograd i 1521 og året 1526 besejrede den Ungarske arme ved byen Mohoć, vejen mod Ungarn og Kroatien var åben for dem. Gazi Husrevbegu erobrede i 1535 Kastel Kobaš (som ligger ved floden Sava) og 1536 erobrede han Kastrum Dobor, og hermed blev Derventa området en del af den Osmanniske Rige. 
Navnet Derventa nævnes første gang i de Østrigske kilder i den 17. århundrede og omtales som fæstning som kunne har opstået sidst i den 16. århundrede.
I starten af dette århundrede, Derventa var en rig handelsby og området omkring var en af de mest frugtbare i daværende Bosnien.
Efter den 2. verdenskrig, Derventa når i 1980-ne højdepunktet i sin udvikling og er blandt de mest udviklede byer i Bosnien og Hercegovina.
Hovedlinien for smalspor jernbanen Bosanski Brod – Doboj førte igennem byen, indtil sidst i 1970-ne. Dette smalspor forbandt det normale jernbanespor mellem byerne Slavonski Brod og Doboj. (Slavonski Brod og Bosanski Brod ligger på hver sin side af Sava floden. Slavonski Brod ligger i Slavonien, Kroatien mens Bosanski Brod ligger i Bosnien – derfra navnene.)
Det skal også siges, at ECCO-sko startede produktionen på skofabrikken i Derventa og to lastbiler kørte i fast rutefart mellem skofabrikken i Derventa og Danmark. Sidst i 1980-ne blev produktionen flyttet til Portugal.